# Adelsborn
Adelsborn ist ein Weiler der Stadt Leinefelde-Worbis im Landkreis Eichsfeld in Thüringen.

## Geographie
Die Ansiedlung liegt am westlichen Rand des Ohmgebirgesplateaus etwa 500 Meter nordwestlich von Kirchohmfeld. Der Ortslage erstreckt sich dabei an der südwestlichen Schichtstufe des Bornberges (bis 500 m) in Richtung des Heinrichsberges zwischen oberen und mittleren Muschelkalk. Westlich von Adelsborn fällt das Ohmgebirgsplateau mit einer steilen Schichtstufe des Unteren Muschelkalkes ins Tal der Hahle ab. Kleinere Erosionstäler gliedern diese Schichtstufe in mehrere Bergsporne.
In der Ortslage befindet sich ein Teich und eine Quelle mit Abfluss in Richtung Katharine, einem kleinen Nebenarm der Hahle. Einzige Zufahrtsstraße zum Ort und zur benachbarten Siedlung Bodenstein ist die Kreisstraße K 201 am Abzweig von der Landesstraße L 1012 in Kirchohmfeld.

## Namensherkunft
Der Name Adelsborn geht auf das Wort Atzelborn zurück, das eine Quelle bezeichnete an der Atzeln standen. Atzeln nennt man auf dem Eichsfeld die Erlen.

## Geschichte

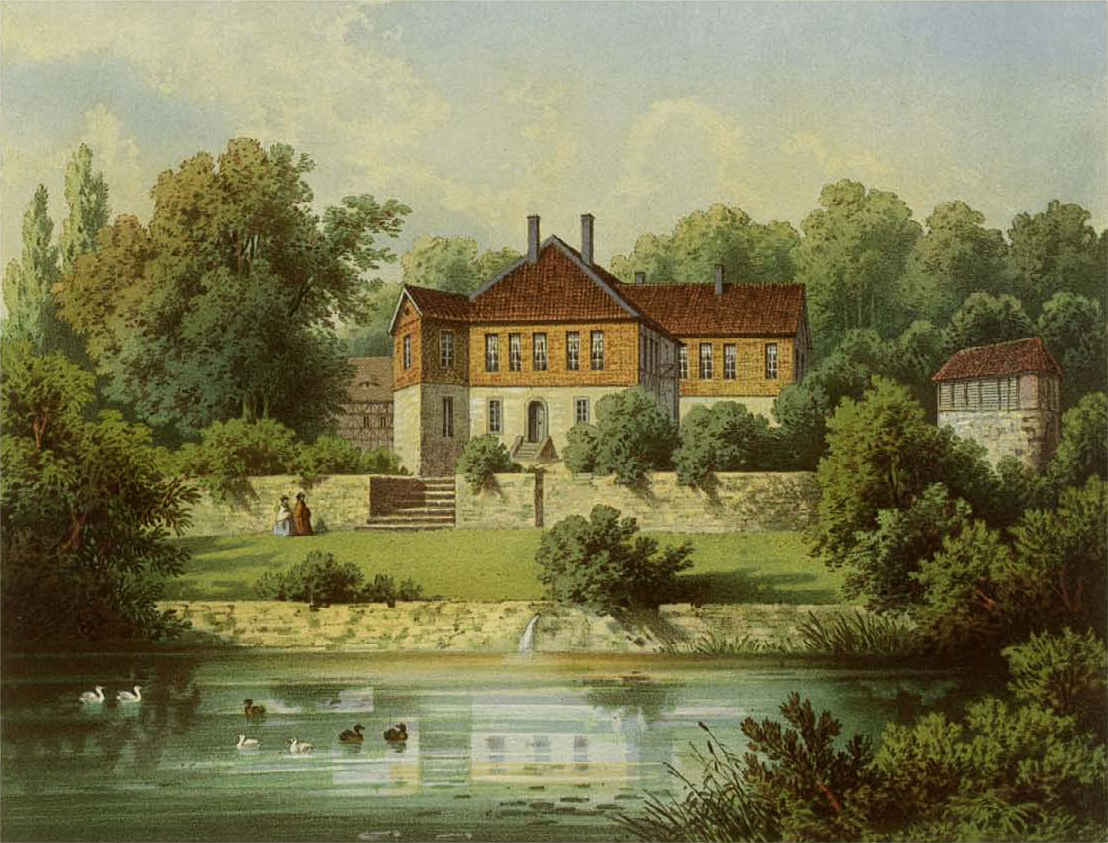
Das Herrenhaus und der Gutsteich Ende des 19. Jahrhunderts

Adelsborn wurde  im Jahr 1337 erstmals urkundlich erwähnt, als die Adelsfamilie von Wintzingerode mit anderen Adligen das Gebiet um die Burg Bodenstein erworben hat. Zu diesem Zeitpunkt muss bereits eine befestigte Anlage bestanden haben, die im Bauernkrieg zerstört wurde. Anfang des 16. Jahrhunderts wurde der Besitz der Familie Wintzingerode geteilt in die beiden Güter Bodenstein und Adelsborn. Hans von Wintzingerode baute ab 1560 die Anlage wieder auf, bis sie Ende des 16. Jahrhunderts fertig gestellt wurde. Aus der Zeit von 1734 bis 1738 existiert eine Zeichnung der Schlossanlage  mit umlaufender Mauer und Wehrtürmen. Ende des 18. Jahrhunderts war sie unbewohnt und als Ruine überliefert. Danach wurde das Gutshaus Adelsborn auf den alten Mauern wieder aufgebaut.
Um den Gutshof herum entstand dann eine kleine Siedlung für die Bediensteten und Landarbeiter. 1803 fiel das kurmainzische Eichsfeld mit der Herrschaft Adelsborn an Preußen und 1807 kurzzeitig an das Königreich Westphalen. Im 19. Jahrhundert war Adelsborn ein selbstständiger Gutsbezirk, bis er im 20. Jahrhundert Teil der Gemeinde Kirchohmfeld wurde. 1923 war das Gut im Besitz von Wilhelm Theodor Freiherr von Wintzingerode-Knorr und hatte eine Größe von 538 Hektar Land. Nach der Bodenreform in der Sowjetischen Besatzungszone (SBZ) wurde das Gutsgebäude 1948 abgerissen. Heute existiert vom eigentlichen Gutshof noch das Torhaus mit der Jahreszahl 1554, das Forsthaus und der Teich, etwas abseits im Wald befindet sich noch die Grabstätte Adelsborn.
Westlich der Straße nach Bodenstein wurde 2016 eine Kläranlage für Adelsborn und Bodenstein in Betrieb genommen.

## Sehenswertes
- Auf einem der Bergsporne westlich von Adelsborn befand sich die sogenannte Mühlhäuser Burg, von der nur noch ein Graben im Gelände erkennbar ist. Schriftliche Quellen zu dieser Anlage sind nicht bekannt.
- Friedhof der Adelsborner Linie derer von Wintzingerode
- Torbogen des Gutes mit historischen Wappen
- Wanderwege zum Kanstein, nach Bodenstein und Wintzingerode

## Söhne und Töchter (Auswahl)
- Levin von Wintzingeroda-Knorr (1830–1902), Politiker, Gutsbesitzer, Mitglied des Preußischen Herrenhauses